# Nerius striatus
Nerius striatus är en tvåvingeart som beskrevs av Carl Ludwig Doleschall 1856. Nerius striatus ingår i släktet Nerius och familjen Neriidae. Inga underarter finns listade i Catalogue of Life.